# Cerapachys nigriventris
Cerapachys nigriventris é uma espécie de formiga do gênero Cerapachys.